# Vince Fehérvári
Vince Fehérvári är en ungersk och australisk kanotist.
Han tog bland annat VM-guld i K-1 200 meter i samband med sprintvärldsmästerskapen i kanotsport 1997 i Dartmouth Kanada.